# Campionato asiatico maschile di pallacanestro 1999
Il 20º Campionato Asiatico Maschile di Pallacanestro FIBA si è svolto dal 28 agosto al 5 settembre 1999 a Fukuoka in Giappone.
I Campionati asiatici maschili di pallacanestro sono una manifestazione biennale tra le squadre nazionali del continente, organizzata dalla FIBA Asia.

## Squadre partecipanti
| Gruppo A                                                   | Gruppo B                                     | Gruppo C                                         | Gruppo D                                                |
| ---------------------------------------------------------- | -------------------------------------------- | ------------------------------------------------ | ------------------------------------------------------- |
| - Corea del Sud - Emirati Arabi Uniti - Libano - Filippine | - Giappone - Thailandia - Hong Kong - Kuwait | - Cina - Kazakistan * - Siria - Corea del Nord * | - Arabia Saudita - Uzbekistan - Taipei cinese - Bahrein |

* Corea del Nord e Kazakhstan vennero espulse dal torneo, e nel gruppo C venne inserita la  Malaysia.

## Classifica finale
| Rank | Team                | Record |
| ---- | ------------------- | ------ |
|      | Cina                | 7–0    |
|      | Corea del Sud       | 6–2    |
|      | Arabia Saudita      | 5–3    |
| 4    | Taipei cinese       | 5–3    |
| 5    | Giappone            | 5–2    |
| 6    | Kuwait              | 3–4    |
| 7    | Libano              | 4–3    |
| 8    | Siria               | 1–5    |
| 9    | Uzbekistan          | 4–2    |
| 10   | Emirati Arabi Uniti | 4–3    |
| 11   | Filippine           | 2–4    |
| 12   | Bahrein             | 2–5    |
| 13   | Hong Kong           | 2–5    |
| 14   | Thailandia          | 1–5    |
| 15   | Malaysia            | 0–5    |